# Шесть сонат для разных инструментов
Шесть сонат для разных инструментов (фр. Six sonates pour divers instruments) — неоконченный цикл из предполагаемых к написанию шести сонат французского композитора Клода Дебюсси, над которым он работал в последние годы жизни (1915—1917). Полное название — «Шесть сонат для разных инструментов, сочинённых Клодом-Ашилем Дебюсси, французским музыкантом» (Six sonates pour divers instruments composées par Claude Debussy musicien français). Написать композитору удалось из задуманных только три: сонату для виолончели и фортепиано (L. 135; 1915 г.), сонату для флейты, альта и арфы (L. 137; 1915 г.) и сонату для скрипки и фортепиано (L. 140; 1916—1917 г.).

## История создания
В 1915 году Дебюсси задумал цикл произведений под названием «Шесть сонат для разных инструментов, сочиненных Клодом-Ашилем Дебюсси, французским музыкантом» из которых он успел написать только три (композитор умер в 1918 году после продолжительной борьбы с раком). В самом уточняющем заголовке названия сонат содержится отсылка к его патриотическим чувствам и отстаиванию французской музыкальной традиции, о чём он неоднократно выступал в своих статьях и интервью. Ещё при жизни он получил уважительное и характерное прозвание «Клода Французского».

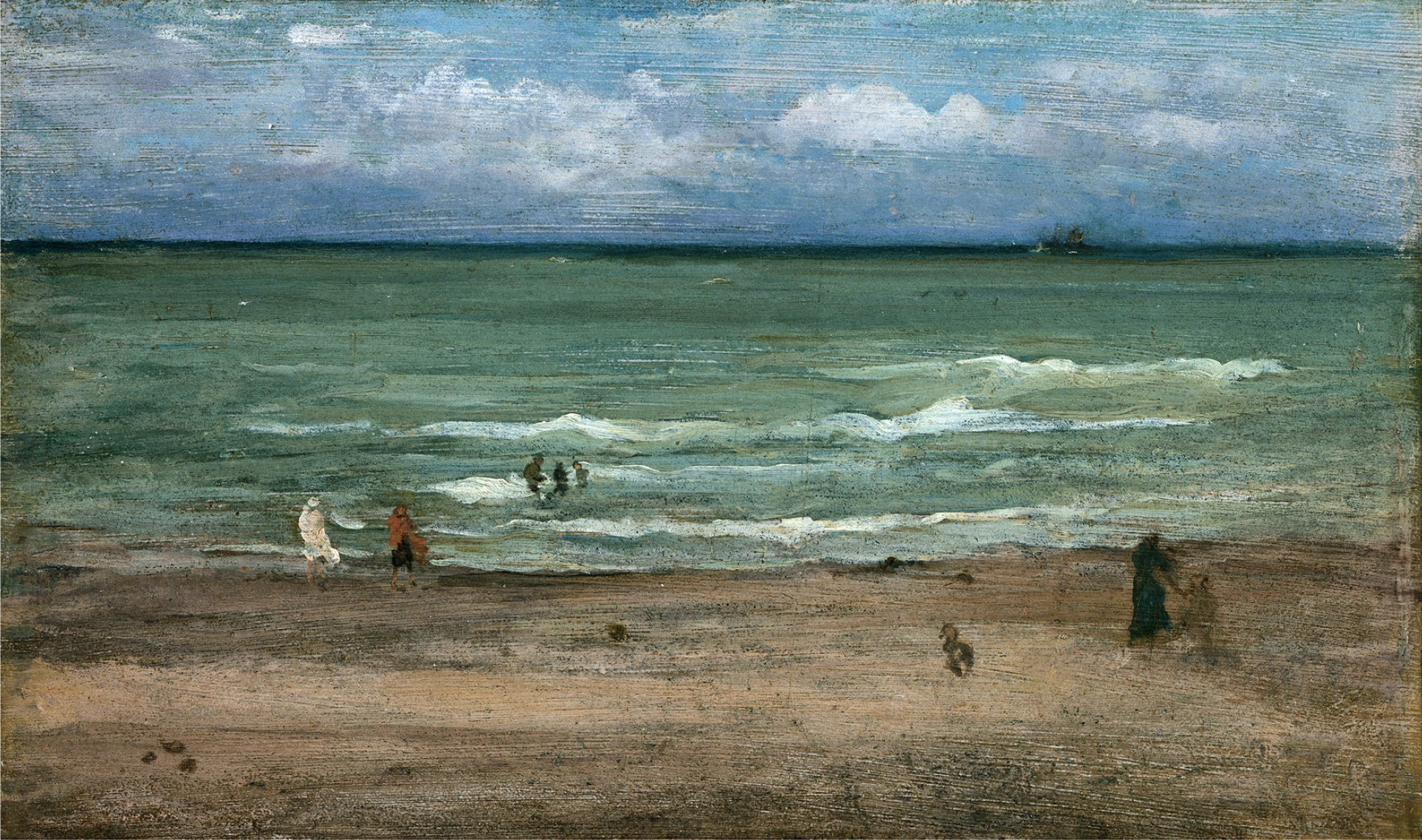
Джеймс Уистлер. Море, Пурвиль (1899).

Первые две из сонат он написал в Пурвиле (в настоящее время входит в коммуну Ото-сюр-Мер в департаменте Нормандия), на берегу так любимого им моря, где проводил летние месяцы у своих друзей. В этот период времени к нему вернулось музыкальное вдохновение прерванное тяжёлой болезнью и операцией. В письме к своему близкому другу П. Валлери-Радо от 4 октября 1915 года он писал: «Там ко мне вернулась способность музыкально мыслить, чего не бывало со мной уже целый год…».
На титульном листе каждой из сонат было помещено, по указанию автора, стилизованное под издание XVIII века заглавие. Кроме того, имелись авторские уточнения такого рода: «Первая, для виолончели с фортепиано. Следующая будет для флейты, альта и арфы». В сонатах Дебюсси обращается к искусству старинных французских мастеров XVI—XVIII веков — сонаты написаны в духе осовремененных барочных сюит, проникнутых индивидуальным стилем композитора. Сонаты посвящены его второй жене Эмме Бардак (оригинальное посвящение — «В честь Эммы-Клод Дебюсси. Её муж Клод Дебюсси»).

## Завершённые сонаты

### Соната для виолончели и фортепиано
Соната для виолончели и фортепиано ре минор (также Первая соната, фр. Première Sonate), CD 144 (L 135) сочинялась в конце июля и начале августа 1915 года. 5 августа 1915 года после окончания сочинения композитор писал своему постоянному издателю Жаку Дюрану: «Не мне судить о её красотах, но мне нравятся её пропорции и почти классическая форма в лучшем значении этого слова…». Первоначально композитор планировал дать ей название «Пьеро, поссорившийся с луной», но позднее он от него отказался, однако, как указывает исследователь творчества композитора Кокорева Л. М., «его не следует забывать, особенно слушая вторую часть — таинственное, гротескное скерцо». Первое исполнение сонаты состоялось в Лондоне 4 марта 1916 года (Чарльз Уорик Эванс и Этель Хобдей). 24 марта 1917 г. соната впервые прозвучала во Франции в рамках персонального концерта Дебюсси, лично аккомпанировавшего виолончелисту Жозефу Сальмону.
Соната имеет трёхчастную структуру:
I. Prologue: Lent, sostenuto e molto risoluto
II. Sérénade: Modérément animé
III. Final: Animé, léger et nerveux

### Соната для флейты, арфы и альта
Соната для флейты, арфы и альта, CD 145 (L. 137), была написана в конце сентября и начале октября 1915 года. Первоначально соната задумывалась для флейты, гобоя и арфы и в этом составе она была закончена в эскизном варианте, о чём композитор писал своему издателю. Дебюсси считал сонату считал «невообразимо меланхоличной» и говорил: «Я не знаю, должна она заставить смеяться или плакать, может быть и то, и другое», а также добавлял: «эта соната напоминает очень старого Дебюсси, того, который писал „Ноктюрны“».
Первое исполнение сонаты состоялось 7 ноября 1916 года в Бостоне на приватном концерте так называемого Клуба Лонжи — группы музыкантов Бостонского симфонического оркестра, собиравшихся для ансамблевого музицирования по инициативе гобоиста Жоржа Лонжи. Исполнителями были Артур Брук (флейта), Флориан Виттман (альт) и Теодор Селла (арфа). 10 декабря состоялось приватное исполнение в Париже в присутствии автора, играли Альбер Мануврье (флейта), Жанна Дальес (арфа) и Дариус Мийо (альт), оставивший короткую мемуарную заметку об этой своей единственной встрече с композитором старшего поколения. В публичном концерте соната впервые прозвучала 2 февраля 1917 г. в Лондоне в исполнении Альберта Франселлы (флейта), Гарри Уолдо Уорнера (альт) и Мириам Тимоти (арфа), произведение было включено в концерт Лондонского струнного квартета, участником которого был Уорнер.
Соната имеет трёхчастную структуру:
I. Pastorale. Lento, dolce rubato
II. Interlude. Tempo di minuetto
III. Finale. Allegro moderato ma risoluto

### Соната для скрипки и фортепиано
Соната для скрипки и фортепиано, CD 148 (L 140) закончена весной 1917 года (первая и вторая части в феврале 1917 года) и является последним законченным сочинением Дебюсси, который работал над ней более года и исполнил её лично 5 мая 1917 года вместе со скрипачом Гастоном Пуле. Это был последний выход Дебюсси на концертную эстраду.
Соната имеет трёхчастную структуру:
I. Allegro vivo
II. Intermède. Fantasque et léger
III. Finale. Très animé

## Неоконченные сонаты
В оригинале рукописи своей скрипичной сонаты, Дебюсси записал, что четвёртая соната должна быть написана для гобоя, валторны и клавесина, а пятая — для трубы, кларнета, фагота и фортепиано.